# Станислав Август Понятовски
Стани́слав II А́вгуст Понято́вски (Станислав Антони Понятовски) (на полски: Stanisław August Poniatowski, на литовски: Stanislovas Augustas Poniatovskis, на беларуски: Станіслаў Аўгуст Панятоўскі) е последният полски крал и велик княз литовски, управлявал в периода 1764 – 1795, един от фаворитите на руската императрица Екатерина II.

## Произход и младост
Роден е на 17 януари 1732 година в семейството на краковския кащелян Станислав Понятовски и Констанця Понятовска, по баща княгиня Чарториска. Получава добро образование и пътешества из Западна Европа; прекарва няколко години в Англия, където подробно изучава парламентаризма.
През 1752 г. се проявява в Сейма на Жечпосполита с ораторските си способности. В периода 1757 – 1762 г. живее в Русия, акредитиран към двора като посланик на Саксония.

## На трона на Жечпосполита
След смъртта на крал Август III е издигнат от партията на Чарторисците като кандидат за трона на Жечпосполита и през 1764 година при малобройно участие на шляхтата и решителната поддръжка на Екатерина II е избран за крал. В първите години на управлението си Станислав Август Понятовски започва преобразования в бюджетната сфера и сеченето на пари, в армията (въвеждайки нови видове оръжие и заменяйки кавалерията с пехота), опитва се да отмени „liberum veto“, позволяващо всеки член на Сейма да наложи възбрана на всяко решение.
От 1767 г. недоволните от политиката на Понятовски групировки на шляхтата (полските благородници) се обединяват в конфедерация. Така нареченият „Репнински Сейм“ в края на 1767 г. и началото на 1768 г. (наречен така по името на представителя на Екатерина II Репнин и на практика диктуващ решенията), потвърждава „кардиналните права“, гарантиращи на шляхтата свобода и привилегии и провъзгласява равенство в правата на православните и протестантите с католиците. Консервативната шляхта, недоволна от тези закони и проруската ориентация на Понятовски, се обединява във въоръжен съюз – Барската конфедерация. Започналата гражданска война предизвиква намесата на съседните страни и довежда до разделянето на Жечпосполита през 1772 г.
След приемането на 3 май 1791 г. на новата конституция, започва руско-полската война от 1792 г. С приключването ѝ през 1793 г. настъпва второто разделяне на Жечпосполита (между Прусия и Русия). След потушаването на въстанието на Тадеуш Костюшко през 1795 г. Станислав Август Понятовски напуска Варшава и конвоиран от 120 руски драгуни е отведен в Гродно под опеката и надзора на руския наместник. Там той подписва акта за отказ от престола на Жечпосполита 25 ноември 1795 г.
Последните години от живота си прекарва в Петербург. Умира на 12 февруари 1798 година и е погребан във Варшава.